# Joo Dae-yeong
Dans ce nom coréen, le nom de famille, Joo, précède le nom personnel.
Joo Dae-yeong, né le 10 octobre 1996, est un coureur cycliste sud-coréen.

## Biographie
En 2022, il se distingue en devenant champion de Corée du Sud sur route. L'année suivante, il termine deuxième d'une étape du Tour du lac Poyang. 

## Palmarès et résultats

### Par année
- 2019
  -  Médaillé d'argent du championnat d'Asie du contre-la-montre par équipes
- 2020
  - 2e du championnat de Corée du Sud sur route
- 2021
  - 3e du championnat de Corée du Sud sur route
- 2022
  -  Champion de Corée du Sud sur route
- 2025
  - Tour de Luzon : 
    - Classement général
    - 1re étape

  - 3e du championnat de Corée du Sud du contre-la-montre
  - 3e du championnat de Corée du Sud sur route

### Classements mondiaux
| Année         | 2015 | 2016 | 2017 | 2018 | 2019 |
| ------------- | ---- | ---- | ---- | ---- | ---- |
| UCI Asia Tour | 358e |      |      |      | 82e  |